# Witan Sulaeman
Witan Sulaeman (Palu, 8 ottobre 2001) è un calciatore indonesiano, centrocampista del Persija e della nazionale indonesiana.

## Caratteristiche tecniche
È un esterno destro.

## Carriera

### Club
Cresciuto nel settore giovanile dello PSIM Yogyakarta, nel 2019 viene acquistato dal club serbo del Radnik Surdulica; debutta il 13 giugno 2020 in occasione del match di Superliga perso 4-2 contro il Radnički Niš.

### Nazionale
Ha giocato nelle nazionali giovanili indonesiane Under-16, Under-19 ed Under-23.
Il 25 maggio 2021 debutta con la nazionale indonesiana in occasione dell'amichevole persa 3-2 contro l'Afghanistan.

## Statistiche
Statistiche aggiornate al 2 giugno 2021.

### Presenze e reti nei club
| Stagione        | Squadra          | Campionato      | Campionato | Campionato | Coppe nazionali | Coppe nazionali | Coppe nazionali | Coppe continentali | Coppe continentali | Coppe continentali | Altre coppe | Altre coppe | Altre coppe | Totale | Totale | Totale |
| Stagione        | Squadra          | Comp            | Pres       | Reti       | Comp            | Pres            | Reti            | Comp               | Pres               | Reti               | Comp        | Pres        | Reti        | Pres   | Reti   |        |
| --------------- | ---------------- | --------------- | ---------- | ---------- | --------------- | --------------- | --------------- | ------------------ | ------------------ | ------------------ | ----------- | ----------- | ----------- | ------ | ------ | ------ |
| 2019-2020       | Radnik Surdulica | SL              | 2          | 0          | CS              | 0               | 0               |                    | -                  | -                  |             | -           | -           | 2      | 0      |        |
| 2020-2021       | Radnik Surdulica | SL              | 3          | 0          | CS              | 0               | 0               |                    | -                  | -                  |             | -           | -           | 3      | 0      |        |
| Totale carriera | Totale carriera  | Totale carriera | 5          | 0          |                 | 0               | 0               |                    | -                  | -                  |             | -           | -           | 5      | 0      |        |

### Cronologia presenze e reti in nazionale
| Cronologia completa delle presenze e delle reti in nazionale ― Indonesia | Cronologia completa delle presenze e delle reti in nazionale ― Indonesia | Cronologia completa delle presenze e delle reti in nazionale ― Indonesia | Cronologia completa delle presenze e delle reti in nazionale ― Indonesia | Cronologia completa delle presenze e delle reti in nazionale ― Indonesia | Cronologia completa delle presenze e delle reti in nazionale ― Indonesia | Cronologia completa delle presenze e delle reti in nazionale ― Indonesia | Cronologia completa delle presenze e delle reti in nazionale ― Indonesia |
| Data                                                                     | Città                                                                    | In casa                                                                  | Risultato                                                                | Ospiti                                                                   | Competizione                                                             | Reti                                                                     | Note                                                                     |
| ------------------------------------------------------------------------ | ------------------------------------------------------------------------ | ------------------------------------------------------------------------ | ------------------------------------------------------------------------ | ------------------------------------------------------------------------ | ------------------------------------------------------------------------ | ------------------------------------------------------------------------ | ------------------------------------------------------------------------ |
| 25-5-2021                                                                | Dubai                                                                    | Indonesia                                                                | 2 – 3                                                                    | Afghanistan                                                              | Amichevole                                                               | -                                                                        |                                                                          |
| 29-5-2021                                                                | Dubai                                                                    | Indonesia                                                                | 1 – 3                                                                    | Oman                                                                     | Amichevole                                                               | -                                                                        | 68’                                                                      |
| 3-6-2021                                                                 | Dubai                                                                    | Thailandia                                                               | 2 – 2                                                                    | Indonesia                                                                | Qual. Mondiali 2022                                                      | -                                                                        | 70’                                                                      |
| Totale                                                                   |                                                                          | Presenze                                                                 | 3                                                                        |                                                                          | Reti                                                                     | 0                                                                        |                                                                          |